# Plasma germinatif

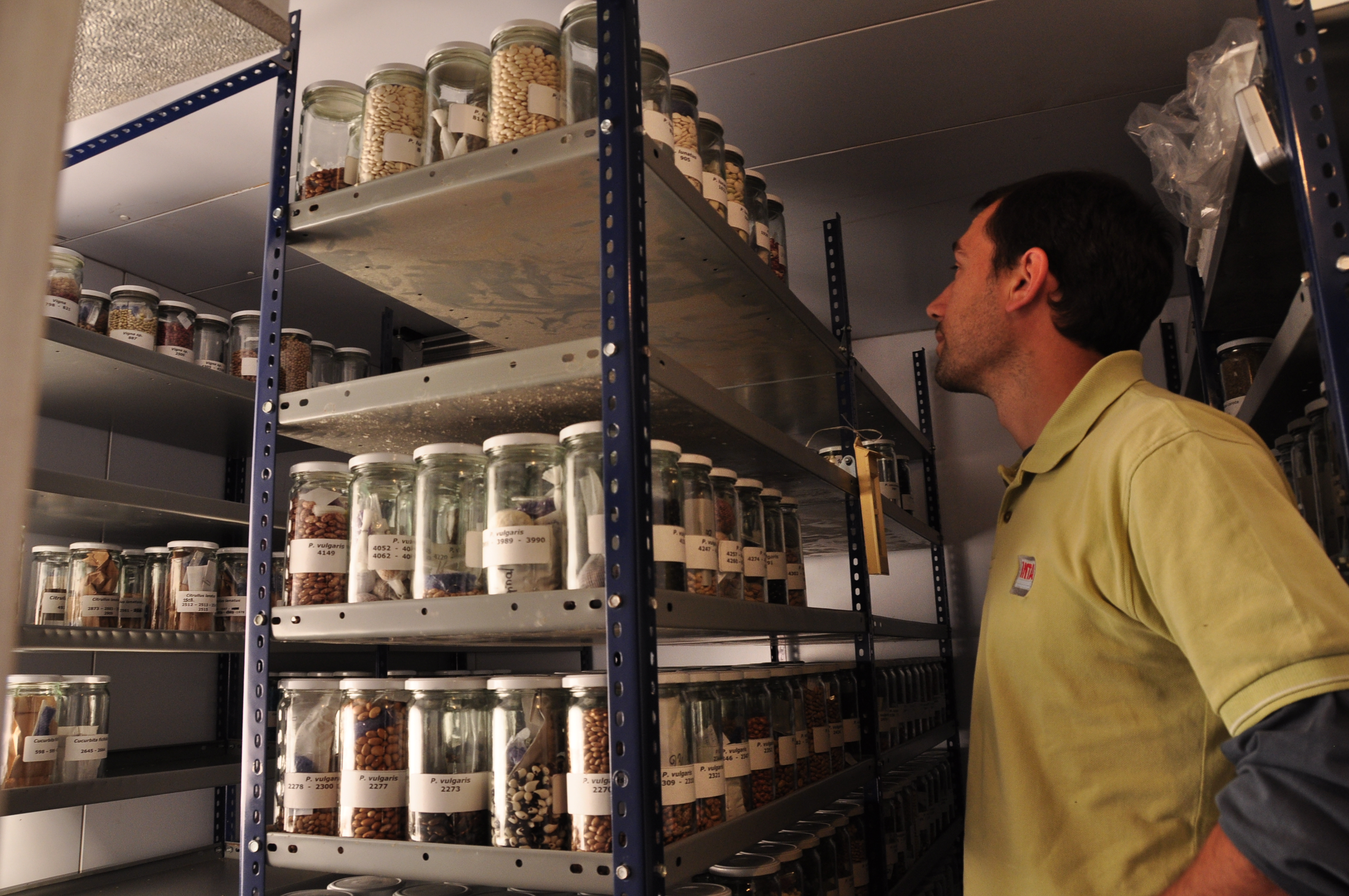
Banque de plasma germinatif de l'Instituto Nacional de Tecnología Agropecuaria.

Plasma germinatif (ou germoplasme) est l'expression utilisée pour décrire les ressources génétiques, ou plus précisément l'ADN d'un organisme et les collections de ce matériel génétique. Le terme anglais germ plasm a d'abord été utilisé par August Weismann (1834-1914) pour décrire un composant des cellules germinales auquel il avait attribué la responsabilité de l'hérédité, élément grossièrement comparable au sens actuel d'ADN.
Il existe dans le monde des collections de plasmas germinatifs de plantes, d'animaux et de bactéries destinées à la production de nouveaux organismes et à la conservation des espèces existantes.